# Desmopsis macrocalyx
Desmopsis macrocalyx là loài thực vật có hoa thuộc họ Na. Loài này được G.E. Schatz mô tả khoa học đầu tiên năm 1973.